# Johannes Tröster (Chronist)
Johannes Tröster („Cibinio“, * vor 1640 in Hermannstadt; † um 1670, nach anderen Angaben: um 1685 in Großschenk) war ein siebenbürgisch-sächsischer Humanist, Historiker und Geograph.

## Leben

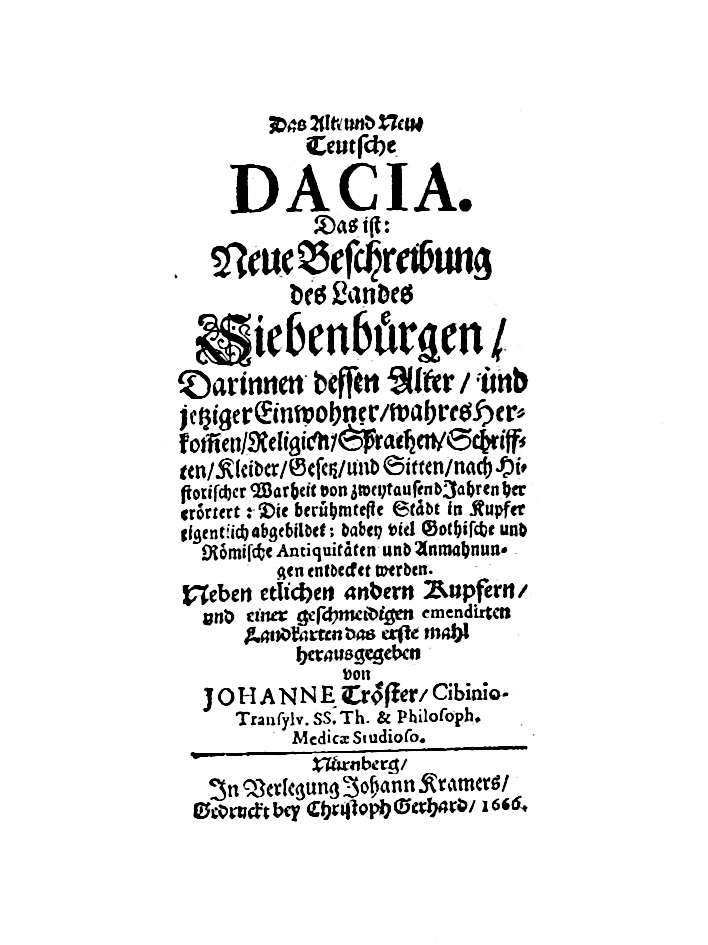

Die biographischen Daten über Johannes Tröster sind spärlich. Seine Familie dürfte aus Kerz stammen. In Hermannstadt ist der Name Tröster erst mit seinem Vater – dem Gerichtssekretär Martin Tröster – nachweisbar. In den Jahren 1651 und 1652 wird Johannes Tröster in den Schülerlisten des Hermannstädter Gymnasiums geführt. Das Gymnasium hat er vermutlich vor 1658 abgeschlossen. Zwischen 1658 und 1662 war er sehr wahrscheinlich Hauslehrer bei der adeligen Familie Bethlen in Wetsch. In den Jahren 1662 und 1666–1667 (zumindest) hat er sich in Nürnberg oder der benachbarten Universitätsstadt Altdorf aufgehalten. Nachweisbar ist auch eine Immatrikulation an der Universität Jena im Jahr 1663. Es werden weitere Aufenthalte in Nürnberg zwischen 1665 und 1668 angenommen, denn er war Mitglied im Pegnesischen Blumenorden zu Nürnberg. Aus der Hermannstädter Gymnasialmatrikel geht hervor, dass er nach seiner Rückkehr aus Deutschland Rektor der Großschenker Schule wurde. Weitere Nachweise über ihn sind nicht bekannt. Dass er 1670 gestorben sei, wie Johann Seivert vermerkte, wird von Viktor Möckesch angezweifelt, da die dritte Auflage von Trösters Päpstlichem Sueton von 1684 noch um Ereignisse fortgeschrieben ist, die deutlich nach 1670 liegen, nämlich den Tod von Papst Clemens X. und die Wahl von Innozenz XI. 1676. Sofern die Ergänzungen noch von Trösters eigener Hand stammen, kann sein Tod demnach nicht vor 1676 liegen. Demgegenüber nimmt Ernst Wagner an. dass Tröster bald nach seinem Antritt als Schulrektor verstorben sei, da er ansonsten – entsprechend den damaligen Gepflogenheiten – Pfarrer geworden wäre.
Das bekannteste Werk Trösters ist Das Alt- und Neu-Teutsche Dacia, die erste in deutscher Sprache veröffentlichte ausführliche Landesbeschreibung Siebenbürgens. Im historischen Teil der Beschreibung lässt er sich zwar über die heute überholte germanische Kontinuitätstheorie in Siebenbürgen aus, liefert aber darüber hinaus sehr wertvolle Angaben über die siebenbürgisch-sächsische und rumänische Sprachgeschichte, sowie über die Rechtsverhältnisse, Sitten und Bräuche im Siebenbürgen des 17. Jahrhunderts. Darüber hinaus enthält sein Buch eine Karte Siebenbürgens, deren Vorlage wahrscheinlich ein Kartenblatt von Merkator aus dem Jahr 1652 war, sowie Kupferstiche von H.J. Schollenberger, die zu den ältesten Ansichten siebenbürgischer Städte zählen.

## Werke (Auswahl)
- Das Alt- und Neu-Teutsche DACIA.

Das ist: Neue Beschreibung des Landes Siebenbürgen / Darinnen dessen Alter / und jetziger Einwohner/ wahres Herkom(m)en/ Religion/ Sprachen/ Schrifften/ Kleider/ Gesetz/ und Sitten/ nach Historischer Warheit von zweytausend Jahren her erörtert: Die berühmteste Städt in Kupfer eigentlich abgebildet; dabey viel Gothische und Römische Antiquitäten und Anmahnungen entdecket werden. Neben etlichen andern Kupfern/ und einer geschmeidigen emendirten Landkarten das erste mahl herausgegeben von Johanne Tröster/ Cibinio-Transylv. SS. Th. & Philosoph. Medicae Studioso. Nürnberg/ In Verlegung Johann Kramers/ Gedruckt bey Christoph Gerhard/ 1666; urn:nbn:de:bvb:12-bsb11097445-1.
- Das Bedrängte Dacia

Das ist: Siebenbürgische Geschichten/ So sich vom Tode des Durchläuchtigsten Fürsten und Herrn H. Betlen Gabor, (1629.) bis auf den jetzt Regierenden Fürsten ... H. Michael Apafi,&c. &c. (1663.) darinnen zugetragen haben / Aus selbst-eigner Erfahrung beschrieben von Johanne Betlen, Grafen der Spahnschafft Weissenburg/ des Landes Siebenbürgen Geheimen Raht/ Cantzler ... Verteutschet durch Johannem Tröster/ Sax: Cibinio-Transylv. SS. Th. & Philos. Medic. SS. Nürnberg/ In Verlegung Johann Kramers/ Gedruckt bey Christoph Gerhard/ 1666; urn:nbn:de:bvb:12-bsb10914465-6.
- Polnisches Adler-Nest

Das ist: Kurtzgefaßte doch Außführliche Geschicht-Beschreibung des Königreichs Polen : Darinnen dessen Städte/ Schlösser/ Flüsse/ und Landes Beschaffenheit fleissig beschrieben: Der Polnischen Nation uhraltes Herkommen Historisch erörtert: und aller polnischen Fürsten und Könige von A.C. 550. her/ biß auf diese unsere Lebzeit 1666. Lebens-läuffe und Geschichten ; auß allen bewehrten Polnischen Scribenten kürtzlich doch treufleissig beschrieben werden. Nürnberg/ Zufinden bey Johann Hoffmann/ Kunsthändlern/ 1666; urn:nbn:de:bvb:12-bsb11098617-1.
- Päbstlicher SUETONIUS,

Das ist: Kurtzgefaste / doch gründliche Zeitbeschreibung / Aller Römischen Bischöffe und Päbste / So von dem Ersten / biß auf diesen jetzigen Alexandrum VII. inclusive, gewesen sind. Darinnen alle derselben denckwürdige Stifftungen / Ordnungen / Thaten / Tugenden / Untugenden und Nachruhm / aus den bewehrthesten Scribenten: Platinâ, Caranzâ, Cæsare Baronio und anderen treulich und nach Historischer Warheit beschrieben worden von Johanne Tröster / Hyperanhylae. Anno 1667; urn:nbn:de:bvb:12-bsb11236595-4.
 Weitere Auflagen: 1671 urn:nbn:de:bvb:12-bsb11345860-5, 1684 urn:nbn:de:bvb:12-bsb10028062-1.